# Choeronycteris mexicana
Choeronycteris mexicana (en: Mexican long-tongued bat) är en fladdermusart som beskrevs av Johann Jakob von Tschudi 1844. Choeronycteris mexicana är ensam i släktet Choeronycteris som ingår i familjen bladnäsor. IUCN kategoriserar arten globalt som nära hotad. Inga underarter finns listade i Catalogue of Life.
Det vetenskapliga släktnamnet Choeronycteris är sammansatt av de grekiska orden choiros (svin) och nykteris (fladdermus). Artepitet syftar på utbredningsområdet som främst ligger i Mexiko.

## Utseende
Arten når en kroppslängd (huvud och bål) av 55 till 80 mm, en svanslängd av 10 till 16 mm och en vikt mellan 10 och 20 g. Underarmarna är 43 till 47 mm långa. Pälsen har på ovansidan en mörkbrun färg och undersidan är vanligen ljusare. Ibland förekommer en röd skugga eller hos honor en askgrå skugga. Kännetecknande är den långdragna nosen som är längre än andra delar av huvudet. Choeronycteris mexicana har en lång tunga med papiller på spetsen som liknar en borste. Den saknar de nedre framtänderna och har långa smala kindtänder. Liksom andra bladnäsor har arten ett blad (hudflik) på näsan. Det är cirka 5 mm lång, vid roten bredare och vid toppen spetsig.

## Utbredning och habitat
Denna fladdermus förekommer i sydvästra Nordamerika och i norra Centralamerika. Utbredningsområdet sträcker sig från sydvästra USA (Kalifornien, Arizona, New Mexico) över Mexiko till västra Honduras. Arten vistas i kulliga områden eller i bergstrakter mellan 600 och 2400 meter över havet. Habitatet utgörs av öknar med glest fördelade buskar och av torra skogar med ek eller barrträd.

## Ekologi

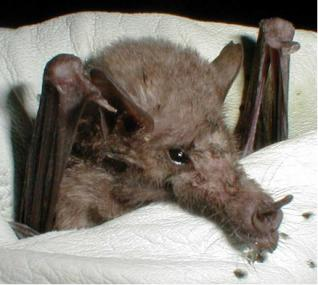

Individerna vilar i grottor, i gruvor, i håligheter under trädens rötter och i byggnader. Vid gömstället bildas vanligen kolonier med några tiotal medlemmar och ibland vilar individer ensam. De håller vanligen 2 till 5 cm avstånd från varandra. Populationer i kalla regioner vandrar vanligen till varmare trakter före vintern. Dessa fladdermöss lämnar viloplatsen kort efter solnedgången och äter nektar och pollen från agaveväxter, kaktusväxter, kapokväxter och batatväxter. Arten är en betydande pollinatör för de nämnda växterna. Födan kompletteras med frukter och insekter.
Honor föder under senvåren eller tidiga sommaren en unge per kull. Ungen väger ungefär 4,5 g vid födelsen och utvecklar sig snabb. De första dagarna kan modern bära sin unge när hon flyger. Efter cirka en månad kan ungen själv flyga.